# Хороших, Алексей Трофимович
Алексей Трофимович Хороших (1923—2001) — старший чабан племзавода «Первомайский» Нукутского района Усть-Ордынского Бурятского национального округа Иркутской области. Герой Социалистического Труда (1976).

## Биография
Родился в 1923 году в крестьянской семье в Нукутском районе Иркутской области. В 1938 году закончил пять классов Осинской семилетней школы и сразу пошел на работу в колхоз.
Началась война, и он становится курсантом авиаполка, потом шофером на Белорусском фронте, номером на гаубице. Ветеран Великой Отечественной войны. Был удостоен множества наград.
После войны вернулся в колхоз, где стал овцеводом. Многие годы он проработал овцеводом, добившись значительных успехов на этом трудовом поприще.
Указом Президиума Верховного Совета СССР от 23 декабря 1976 года «за выдающиеся успехи, достигнутые во Всесоюзном социалистическом соревновании, проявленную трудовую доблесть в выполнении планов и социалистических обязательств по увеличению производства и продажи государству зерна и других сельскохозяйственных продуктов в 1976 году» удостоен звания Героя Социалистического Труда с вручением ордена Ленина и золотой медали «Серп и Молот»..

## Награды
- Медаль «Серп и Молот»
- Два ордена Ленина
- Орден Октябрьской Революции
- «За боевые заслуги»
- «За победу над Германией»
- «За победу над Японией»
- «За доблестный труд»
- «В ознаменование 100-летия со дня рождения В. И. Ленина»[2]